# Jesper Reitan-Sunde
Jesper Reitan-Sunde, né le 31 janvier 2006 à Trondheim en Norvège, est un footballeur norvégien, qui évolue au poste d'ailier gauche au Rosenborg BK.

## Biographie

### En club
Né à Trondheim en Norvège, Jesper Reitan-Sunde est formé par le Rosenborg BK. Le 15 février 2023, il signe son premier contrat professionnel avec Rosenborg, étant alors lié au club jusqu'en décembre 2024.
Il fait sa première apparition en professionnel dans l'Eliteserien, lors de la première journée de la saison 2024 de la première division norvégienne, le 1er avril 2024 contre le Sandefjord Fotball. Titularisé ce jour-là, il voit son équipe s'imposer par deux buts à zéro. Dès ses premiers matchs il s'impose comme un joueur régulier de l'équipe première, sous les ordres de son entraîneur, Alfred Johansson. Reitan-Sunde Inscrit son premier but en professionnel le 20 mai 2024 face au Tromsø IL, en championnat. Malgré son but et la provocation d'un penalty en faveur de son équipe, il ne permet pas à Rosenborg de s'imposer ce jour-là (défaite 3-2).
Le 1er novembre 2024, Reitan-Sunde signe un nouveau contrat avec Rosenborg, le liant à son club formateur jusqu'en décembre 2028.

### En sélection
Jesper Reitan-Sunde représente l'équipe de Norvège des moins de 17 ans, jouant au total quatre matchs en 2024, pour un but marqué.

## Vie privée
Jesper Reitan-Sunde est le petit-fils d'Harald Sunde (footballer) (en), ancien footballeur international norvégien ayant joué pour le Rosenborg BK.